# Irssi
Irssi je konsolový (nepotřebuje ke svému běhu grafické prostředí) IRC klient pro systémy UNIXového typu s podporou SILC a ICB protokolů. Irssi je možno potkat integrované i v některých vývojářských nástrojích (např. Eclipse IDE). Původní program napsal a v roce 1999 vydal Timo Sirainen.

## Výhody
- multiplatformnost (lze ho provozovat také na systémech Microsoft Windows pomocí Cygwin)
- nepotřebuje grafické prostředí
- podpora Perl skriptování
- kompletní nastavení klávesových zkratek
- možnost rozdělení kanálů do více oken (podobně jak to dělá utilita Screen)

## Konfigurace
Konfigurace Irssi probíhá buď pomocí konfiguračních souborů, nebo přímo skrz klienta samotného pomocí jednoduchých příkazů.